# Kleszczyna (gmina)
Kleszczyna – dawna gmina wiejska istniejąca w latach 1945–54 i 1973–76 w woj. pomorskim, szczecińskim, koszalińskim i pilskim (dzisiejsze woj. wielkopolskie). Siedzibą władz gminy była Kleszczyna.
Gmina Kleszczyna powstała po II wojnie światowej (1945) na terenie tzw. Ziem Odzyskanych (tzw. III okręg administracyjny – Pomorze Zachodnie). 25 września 1945 gmina – jako jednostka administracyjna powiatu złotowskiego – została powierzona administracji wojewody pomorskiego, po czym z dniem 28 czerwca 1946 została przyłączona do woj. szczecińskiego. 6 lipca 1950 gmina wraz z całym powiatem złotowskim weszła w skład nowo utworzonego woj. koszalińskiego.
Według stanu z 1 lipca 1952 gmina składała się z 8 gromad: Buntowo, Kleszczyna, Nowa Święta, Rudna, Skic, Sławianowo, Święta i Wąsosz. Gmina została zniesiona 29 września 1954 wraz z reformą wprowadzającą gromady w miejsce gmin.
Jednostkę reaktywowano 1 stycznia 1973 w tymże powiecie i województwie. 1 czerwca 1975 gmina weszła w skład nowo utworzonego woj. pilskiego. 1 stycznia 1977 gmina została zniesiona przez połączenie z dotychczasową gminą Złotów w nową gminę Złotów.